# Bernhard Severin Ingemann
Bernhard Severin Ingemann, né le 28 mai 1789 dans le petit village de Thorkildstrup sur l'île de Falster, et mort le 24 février 1862 à Sorø, dans la région du Sjælland, est un écrivain et poète danois principalement connu pour ses romans historiques.

## Biographie
Fils d'un curé, il devient orphelin de père alors qu'il est encore enfant.
Il est étudiant à l'université de Copenhague quand il publie, à partir de 1811, ses premiers poèmes, où se perçoit l'influence du romantisme allemand, tout comme dans le poème allégorique De sorte Riddere (1814). 
En 1815, il se lance dans l'écriture dramatique et publie pas moins de six pièces en deux ans, dont Blanca, un succès populaire, et Reinald Underbarnet (1816), considérée comme sa pièce la plus réussie.
En 1920, il fait paraître Eventyr og Fortællinger, un recueil de contes et nouvelles à la manière de E.T.A. Hoffmann. Peu après, inspiré par Walter Scott, il devient le premier écrivain danois à publier des romans historiques, dont certains appartiennent à la littérature d'enfance et de jeunesse, touchant ainsi le même jeune public que son contemporain et ami Hans Christian Andersen. Valdemar Sejr (1826), le tout premier roman historique de Ingemann, connaît un durable succès et fera même l'objet d'une adaptation cinématographique en 1910. Erik Menveds Barndom (1828), un roman qui évoque la jeunesse du roi Éric VI de Danemark au XIIIe siècle, sera traduit en français en 1944 sous le titre La Jeunesse d'Éric Menwed.
Bernhard Severin Ingemann, qui a également écrit les paroles d'hymnes, de chansons et de psaumes, avait pour épouse de la peintre de tableaux religieux Lucie Ingemann (1792–1868), dont les toiles ornent encore aujourd'hui certaines églises du Danemark.

## Œuvres

### Romans et récits
- De Underjordiske (1817)
- Reiselyren (1820)
- Magnetismen i Barbeerstuen (1821)
- Kampen for Valhal (1821)
- Varulven, Den levende Døde, Corsicaneren (1835)
- Renegaten (1838)
- Kunnuk og Naja eller Grønlænderne (1842)
- Ridderløftet (1843)
- Det øde Slot (1845)
- Den stumme Frøken (1850)
- Landsbybørnene (1852)

### Littérature d'enfance et de jeunesse
- Valdemar Sejr (1826)
- Erik Menveds Barndom (1828) Publié en français sous le titre La Jeunesse d'Éric Menwed, traduit par S. Ingemann par W. Duckett, dans le volume Les Mille et Un Romans, Paris, Boulé, 1944 (BNF 30634924)
- Kong Erik og de Fredløse (1833)
- Prinds Otto af Danmark og hans Samtid (1835)

### Recueils de nouvelles
- Eventyr og Fortællinger (1820)
- Noveller (1827)
- Nye Eventyr og Fortællinger (1847)
- Fire nye Fortællinger (1850)

### Théâtre
- Masaniello (1815)
- Blanca (1815)
- Røsten i Ørkenen (1815)
- Reinald Underbarnet (1816)
- Hyrden af Tolosa (1816)
- Løveridderen (1816)

### Poésie
- Digte (1811-1812)
- Procne (1813)
- De sorte Riddere (1814)
- Tassos Befrielse (1819)
- Waldemar den Store og hans Mænd (1824)
- Smaadigte og Reiseminder (1832)
- Blade af Jerusalems Skomagers Lommebog (1833)
- Dronning Margrete (1836)
- Holger Danske (1837)
- Morgensange for Børn (1837)
- Syv Aftensange (1838)
- Morgen- og Aftensange (1839), édition reprenant les deux recueils de poèmes précédents
- Salomons Ring, heri "Salomons Ungdomskjærlighed eller Sulamiths og Salomons Sange'" (1839), recueil contenant également un récit de voyages
- Stjernebilledernes Symbolik (1840), recueil contenant également des essais
- Skyhimlen eller Den Luke-Howardske Skyformationslære, betragtet som Billedform for Naturpoesien (1840), recueil contenant également des essais
- Folkedands-Viser og Blandede Digte (1842)
- Confirmations-Gave, Følgeblade til Luthers lille Catechismus (1854)
- Tankebreve fra en Afdød (1855)

### Chansons
- I sne står urt og busk i skjul (1831)
- I alle de riger og lande (1837)
- I østen stiger solen op (1837)
- Lysets engel går med glans (1837)
- Nu titte til hinanden (1837)
- Dagen går med raske fjed (1838)
- Julen har bragt velsignet bud (1839)
- Den store mester kommer (1841)
- Stork! stork! Langeben! (1842)
- Dejlig er jorden (1850)
- Glade jul, dejlige jul (1850)

### Récits de voyages
- Huldre-Gaverne eller Ole Navnløses Levnets-Eventyr (1831)
- De fire Rubiner (1849)
- Guldæblet (1856)

### Autobiographie
- Levnetsbog (1862), en collaboration avec J. Galskjøt

### Autres publications
- Morgenpsalmer til Brug for Eleverne i Sorøe Academies Skole (1823)
- Grundtræk til En Nord-Slavisk og Vendisk Gudelære (1824), thèse
- Tale paa Hs. Majestæt Kongens Fødselsdag (1824)
- Høimesse-Psalmer til Kirkeaarets Helligdage (1825)
- Opstanden i Litteraturstaden (1831)
- Nogle Oplysninger om Huldregaverne (1831)
- Tale og Sange.. til høisalig kong Christian den Ottendes Minde (1848)

## Adaptation au cinéma
- 1910 : Valdemar Sejr, film muet danois réalisé par Gunnar Helsengreen, adaptation du roman éponyme